# 祟り
祟り(たたり)とは、神仏や霊魂などの超自然的存在が人間に災いを与えること、また、その時に働く力そのものをいう。人間社会の法則や論理では制御不能な出来事が起こった際に、それを強大な霊力の発現であると考える解釈・説明。

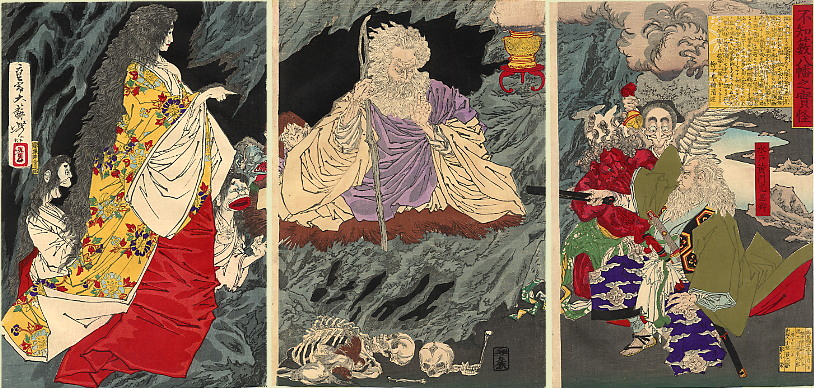
月岡芳年「不知藪八幡之実怪」。迷い込んだ水戸黄門（右）の前に老人の妖怪があらわれる

類似の概念として呪いがある。祟りは神仏・妖怪による懲罰など、災いの発生が何らかの形で予見できたか、あるいは発生後に「起こっても仕方がない」と考えうる場合にいう（「無理が祟って」などの表現もこの範疇である）。これに対し呪いは、何らかの主体による「呪う」行為によって成立するものであり、発生を予見できるとは限らない。何者かに「呪われ」た結果であり、かつそうなることが予見できたというケースはあり得るので、両概念の意味する範囲は一部重なるといえる。

## 概要

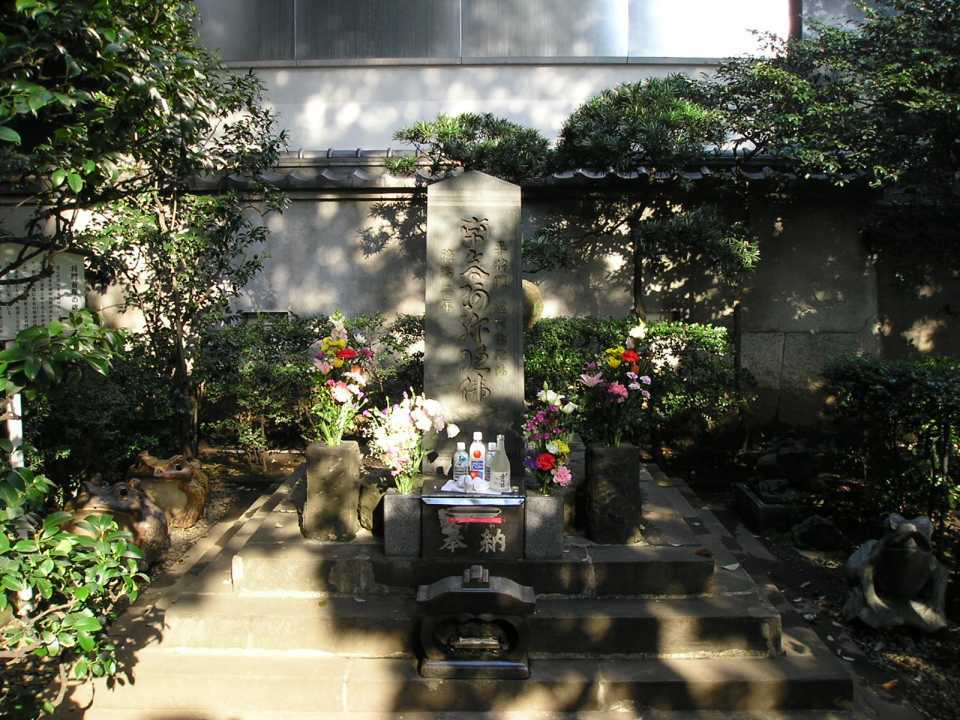
平将門の首塚

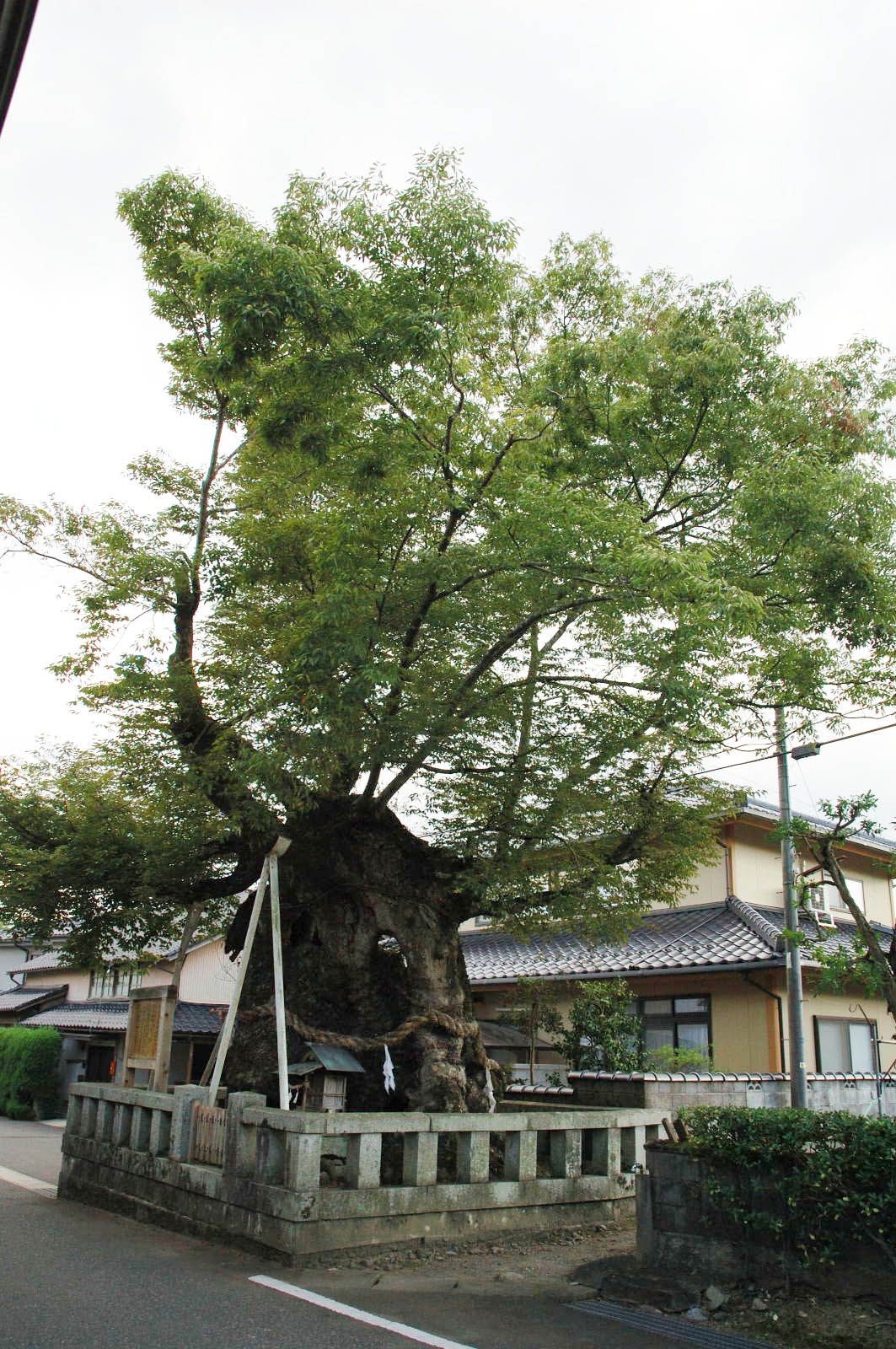
神社の霊木

日本の神は本来、祟るものであり、タタリの語は神の顕現を表す「立ち有り（タツとアリの複合形）」が転訛したものという折口信夫の主張が定説となっている。流行り病い、飢饉、天災、その他の災厄そのものが神の顕現であり、それを畏れ鎮めて封印し、祀り上げたものが神社祭祀の始まりとの説がある。
人間が神の意に反したとき、罪を犯したとき、祭祀を怠ったときなどに神の力が人に及ぶと考えられている。何か災厄が起きたときに、卜占や託宣などによってどの神がどのような理由で祟ったのかを占って初めて人々に認識され、罪を償いその神を祀ることで祟りが鎮められると考えられている。神仏習合の後は、本来は人を救済するものであるはずの仏も、神と同様に祟りをもたらすと考えられるようになった。これも、仏を祀ることで祟りが鎮められると考えられた。
一例として、国史である『続日本紀』宝亀元年（770年）2月23日条の記述として、唸り声を上げる大石があり、これを砕いて道に撒いた1か月後（3月）、称徳天皇が病となり、男女の巫（みこ）が占った結果、石の祟りによるものと判断された。そのため、人馬に踏まれぬよう、清らかな土地に置き直したとある。また平安時代中期の貴族である藤原実方は道祖神の前で落馬圧死したことで、道祖神の前で下馬しなかったために神罰が下ったという伝説が生じた。

## 怨霊による祟り
後に御霊信仰の成立により人の死霊や生霊も祟りを及ぼすとされるようになった。人の霊による祟りは、その人の恨みの感情によるもの、すなわち怨霊である。有名なものとしては非業の死を遂げた菅原道真(天神)の、清涼殿落雷事件などの天変地異や、それによる藤原時平・醍醐帝らの死去などの祟りがある。時の天皇らは恐懼して道真の神霊を天満大自在天神として篤く祀り上げることで、祟り神を学問・連歌などの守護神として昇華させた。
怨霊として道真と並んで有名な平将門の将門塚周辺では天変地異が頻繁に起こったといい、これは将門の祟りと恐れられた。時宗の遊行僧・真教によって神と祭られて、延慶2年(1309年)には神田明神に合祀されることとなった。また、東京都千代田区大手町にある将門の首塚は移転などの計画があると事故が起こるという話もある。
保元の乱で敗れた崇徳天皇・藤原頼長の怨霊伝説、新田義貞の祟りなども有名である。

## 様々な祟り
全国各地に見られる「祟り地」の信仰も原始的な宗教観を映し出していると見ることが出来る。祟り地とは特定の山林や田畑が祟ると恐れられているもので、そこで木を伐ったり、所有したりすると家人に死者が出るという。東海では「癖地」「癖山」などといわれ、地方により「祟り地」「オトロシ所」「ばち山」「イラズ山」などの呼称がある。こういった場所には昔、処刑場があったとか縁起の悪い伝承が残っていることが多いが、このような土地は古えの聖域、祭祀場であり、本来、禁忌の対象となっていたものが信仰が忘れられて祟りの伝承だけが残ったという見解もある。
神木や霊木の祟りも全国によく見られる話である。日本では今でも古くからの巨木・老樹に対する信仰が残っているが、民間にも老樹にまつわる祟り伝承があり、所沢市の滝の城には斧で切ると血を流したという「血の出る一本松」の伝説があり、各地に似たような話が伝わっている(長野市の「七曲りの一本松」、伐採されたが北海道の泣く木など)。神木を伐採したために祟られたとされる人物として、清原岑成がおり、淳和天皇も稲荷神社の樹木を伐採したため、祟られたとされる（大中臣雄良#経歴を参照）。
『允恭紀』には「島」の祟りの記述も見られる（男狭磯を参照）。「岩」の祟りとして、「岩神の飛石」がある。「剣」の祟りとしては、『日本後紀』に石上神宮の神宝が桓武天皇を祟った記事が見られる（天羽々斬#神話を参照）。
「動物霊」も祟ると考えられており、特に猫の怨霊は恐れられ、「猫を殺すと七代祟る」といった俗信がある。
近年では民間宗教者や新宗教により「水子の祟り」、「先祖の祟り」なども盛んに喧伝されるようになってきている。前者は人工中絶の増加に目を付けたもの、後者は核家族化により先祖供養が粗略となった実情に着目し、除霊、鎮魂、供養を行えば不幸・障害が取り除かれると説くものである。

## 古来、祟るとされた動物
稲荷信仰において狐は神使とされ、三輪山信仰では蛇が神の仮の姿とされる。したがってこれらの動物を害した場合は報いを受けると信じられる。
それとは別に、九尾の狐や猫又・化け猫といった怪異譚から、狐や猫に人を祟る能力があるとする俗信も広く存在した。猫にまつわるジンクスは西洋にも存在する。
犬や猫の斑毛が顔の中央で左右に別れ、鼻筋が白く通った模様を「はちわれ」（鉢割れ、八割れ）と呼び、飼うと祟る、裏切る、化けると言われ禁忌の対象とされた。

## 世界の祟り
- レムレース(ローマ神話)
- ケール (ギリシア神話)(ギリシャ神話)
- ヴィルコラク（英語版）(ギリシャ神話・スラブ神話)
- グラシュティグ(スコットランド)
- ストリゴイ（英語版）(ルーマニア)
- モロイ（英語版）(ルーマニア)
- シチシガ（英語版）(スラブ神話)
- ディブク(ユダヤ神話)
- チュレル（英語版）(インドとパキスタン)
- モグワイ(魔怪)（英語版）(中国)
- 中国の妖怪一覧
- ガスー（英語版）(タイ)
- ピタイホン（英語版）(タイ)
- タイの幽霊一覧（英語版）
- スアンギ（英語版）(インドネシア)
- スンデルボロン（英語版）(インドネシア)
- ウェウェ・ゴンベル(インドネシア)
- 白い貴婦人(ラテンアメリカ)
- ラ・ジョローナ(メキシコ)
- パタソラ（英語版）(南アメリカ)
- シワナバ（英語版）(エルサルバドルとグアテマラ)
- サヨナ（英語版）(コロンビアとベネズエラ)
- シルボン（英語版）(コロンビアとベネズエラ)
- チンディ（英語版）(ナバホ)

## 関連項目

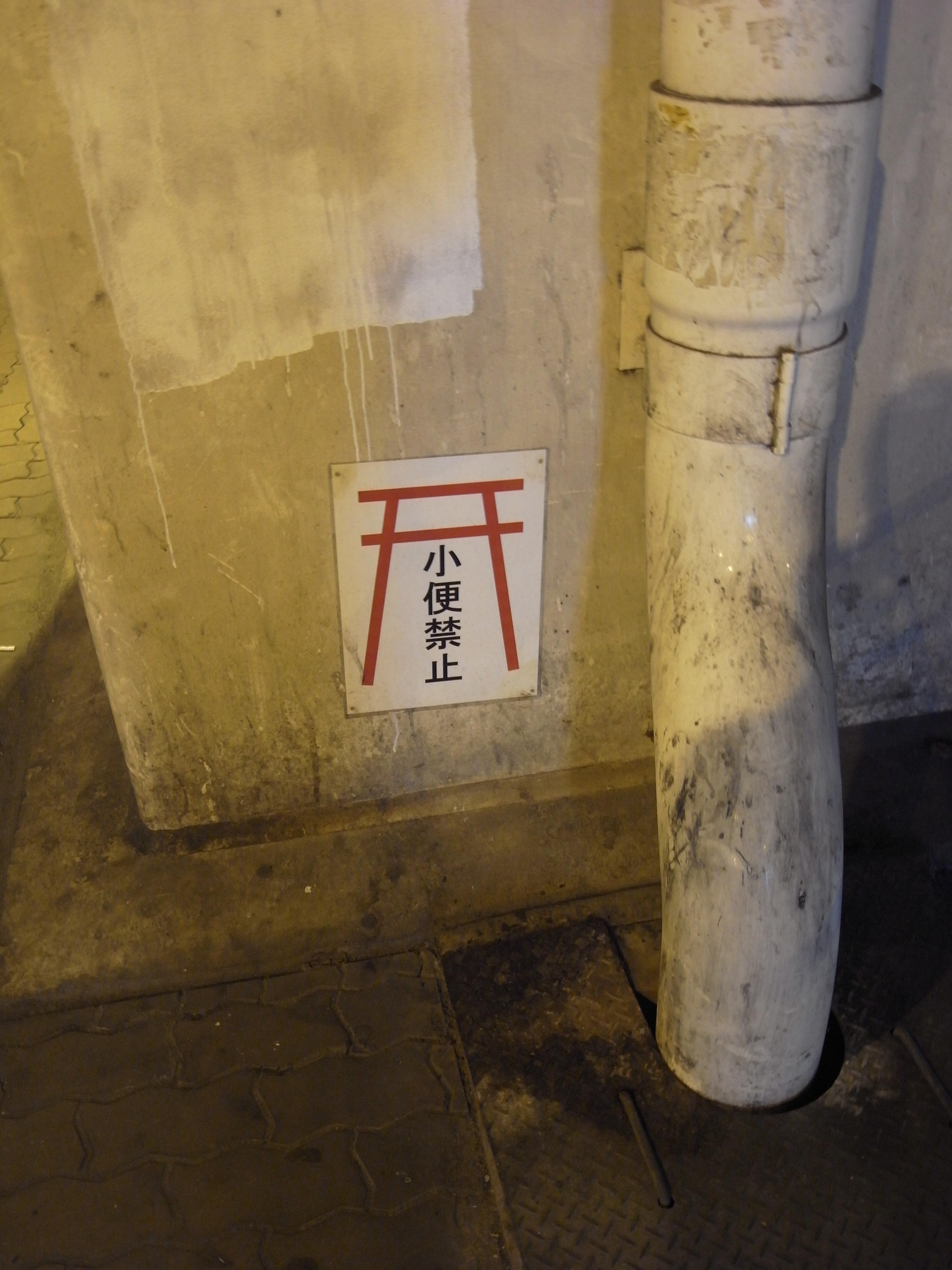
日本人の「祟り」などの宗教観に訴えて「小便禁止」の効果を期待するお札